# Adventures of Lolo
Adventures of Lolo es un videojuego de lógica lanzado en 1989 por HAL Laboratory para el Nintendo Entertainment System. Está basado en la serie de videojuegos japonesa Eggerland. Además, está disponible en la consola virtual de Wii en todas las regiones.

## Descripción general
Adventures of Lolo fue lanzado en Estados Unidos en 1989. Los niveles fueron basados en algunos de los que están en juegos japoneses anteriores, además de algunos niveles originales, para un total de 50 niveles. Debido a que el juego fue considerado como "compilación," este no fue lanzado en Japón. Su secuela, Adventures of Lolo 2 en el Oeste, fue conocido como Adventures of Lolo en Japón. La mayoría de los gráficos son similares al juego Eggerland - Revival of the Labyrinth con solo diferencias menores. Que dio lugar a dos secuelas para el NES: Adventures of Lolo 2 y Adventures of Lolo 3, que tuvieron jugabilidad muy similar al original. Este fue lanzado para la Consola Virtual de Wii en Europa y Australia el 8 de junio de 2007, en América del Norte el 6 de agosto de 2007.
En contraste con otros juegos de la serie, este juego cuenta una historia dentro del juego (una ventana de historia se muestra antes de que el jugador comience cada piso).
Lolo y Lala, los protagonistas de los juegos, han aparecido en los juegos de Kirby con los apodos Lololo y Lalala, donde ellos interpretan un rol antagonista más. Ambas series de videojuegos fueron hechas por HAL Laboratory

## Recepción
Cuando Adventures of Lolo fue lanzado en la consola virtual de Wii recibió reseñas generalmente positivas. IGN citó los fuertes puzles y la jugabilidad única del juego, pero criticó su bajo valor de repetición, dándole a este una puntuación de 8/10. Gamespot lo premió con un puntaje de 7.5/10.